# Johannisstraße (Riga)

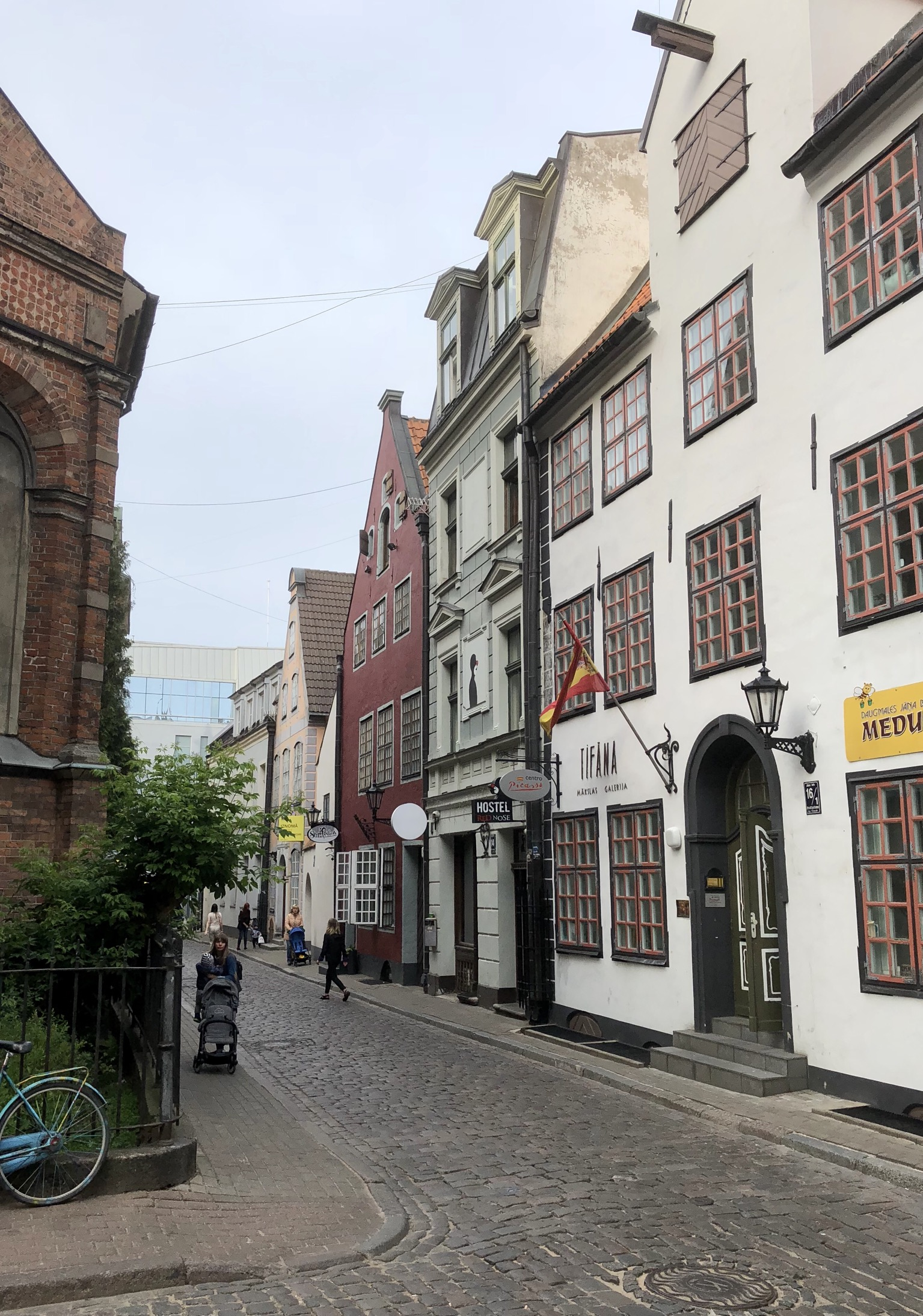
Johannisstraße, Blick von Süden von der Scharrenstraße aus, links am Bildrand die Johanniskirche

Die Johannisstraße (lettisch Jāņa iela) ist eine Straße in der lettischen Hauptstadt Riga.
Sie liegt in der Rigaer Altstadt und führt von der Schmiedestraße (Kalēju iela) nach Südwesten, bis sie nach einem Verlauf von etwa 80 Metern bei der St. Johanniskirche auf die Scharrenstraße (Skārņu iela) trifft.
Die Straße entstand im 13. Jahrhundert, der Name Johannesstraße ist seit dem 14. Jahrhundert belegt und geht auf die Johanniskirche am südwestlichen Ende der Straße zurück.